# Dragotinci (Sveti Jurij ob Ščavnici, Slovenija)
Dragotinci je naselje u slovenskoj Općini Svetom Juriju ob Ščavnici. Dragotinci se nalazi u pokrajini Štajerskoj i statističkoj regiji Pomurju. 

## Stanovništvo
Prema popisu stanovništva iz 2002. godine naselje je imalo 139 stanovnika.